# 1930 في فنلندا
فيما يلي قوائم الأحداث التي وقعت خلال عام 1930 في فنلندا.

## سياسة

### تعيين في المنصب
- 4 يوليو – بير إفيند سفينهوفد رئيس وزراء فنلندا،عضو برلمان فنلندا  [لغات أخرى]‏.
- 21 أكتوبر – كآرلو يوهو ستولبيرغ عضو برلمان فنلندا  [لغات أخرى]‏.

### انتهاء فترة المنصب
- 4 يوليو – كووستي كاليو رئيس وزراء فنلندا.

## مواليد

### أبريل
- 10 أبريل – سبيدي باسانن

### ديسمبر
- 21 ديسمبر – كاليفي سورسا

## وفيات

### يوليو
- 24 يوليو – سانتيري ألكيو (مواليد 1862)